# 新铁村站
新铁村站是一个成昆线上的铁路车站，位于四川省凉山彝族自治州冕宁县泸沽镇（原属铁厂乡）汉罗村，建于1970年，目前为四等站，邮政编码为615602。车站目前为会让站，不办理客货运业务。

## 概要
新铁村站设有3条股道，坡度2.5‰。部分站场位于新铁村三线小桥上:496。昆明端设有一座烈士陵园。
1972年5月14日车站附近的汉罗沟由于普降暴雨爆发泥石流，掩埋车站站线200余米，造成成昆铁路中断86小时42分。事后调查认为汉罗沟矿区公路弃碴的随意堆放为此次泥石流灾害提供了固体物质。
成昆铁路复线工程将冕宁站的货运功能搬迁至本站。新铁村新建占地约190余亩的货场，设货物线2条，预留货物线1条；货场设有货运楼、仓库等配套设施5100平方米，设堆场2处，总装卸货位38个。

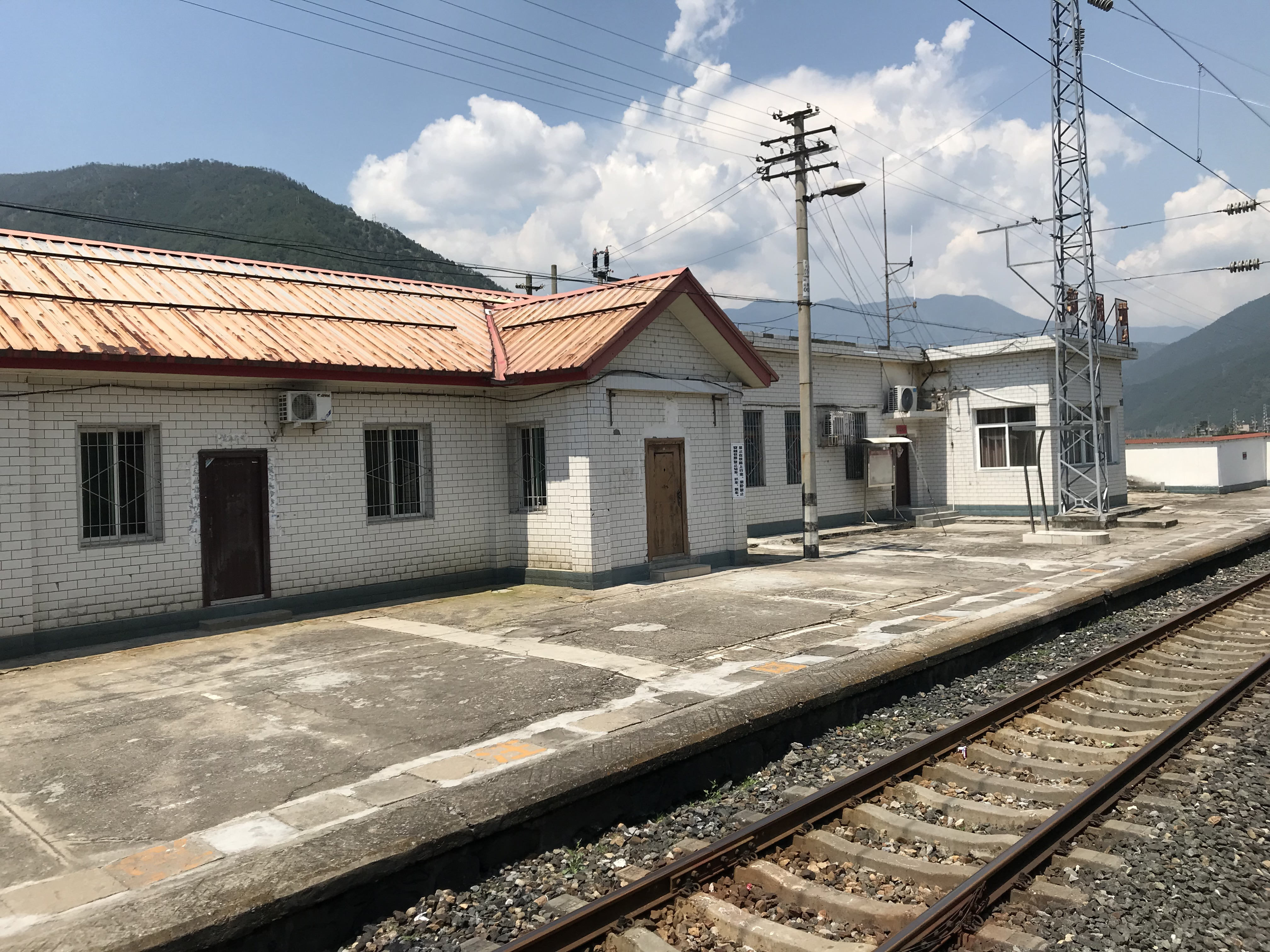
站房（2019年）
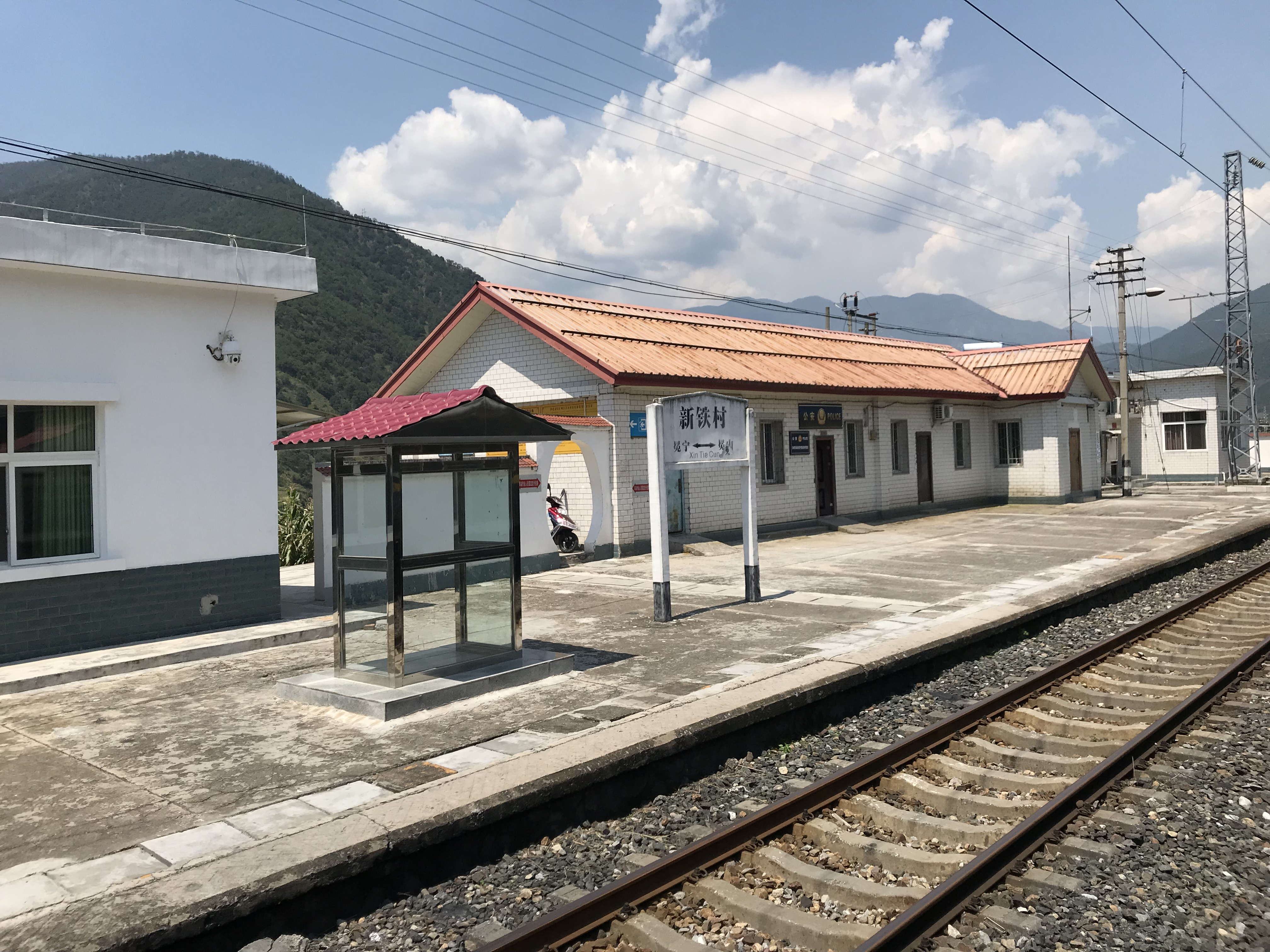
站牌（2019年）
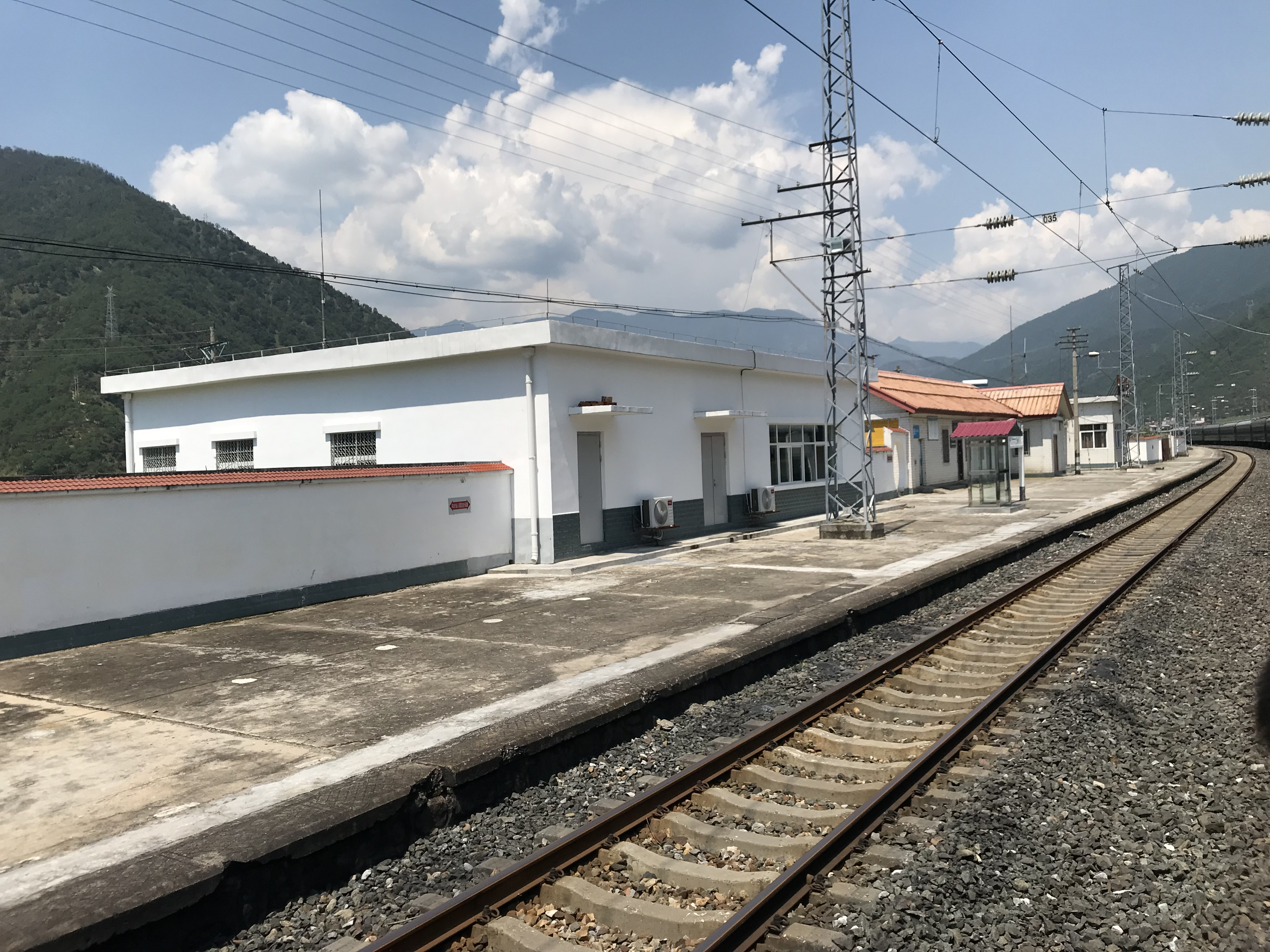
股道（2019年）
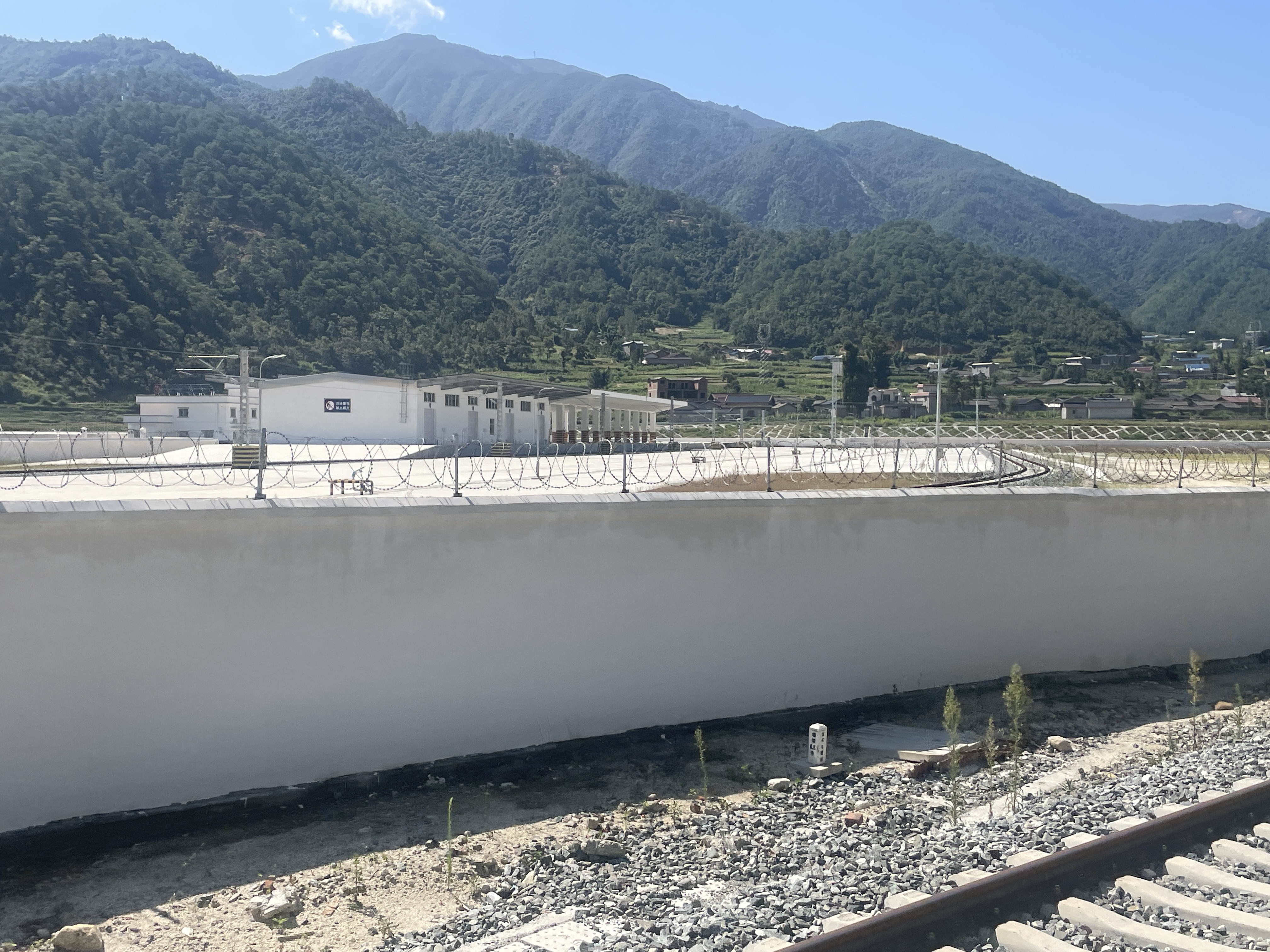
车站货场（2023年）
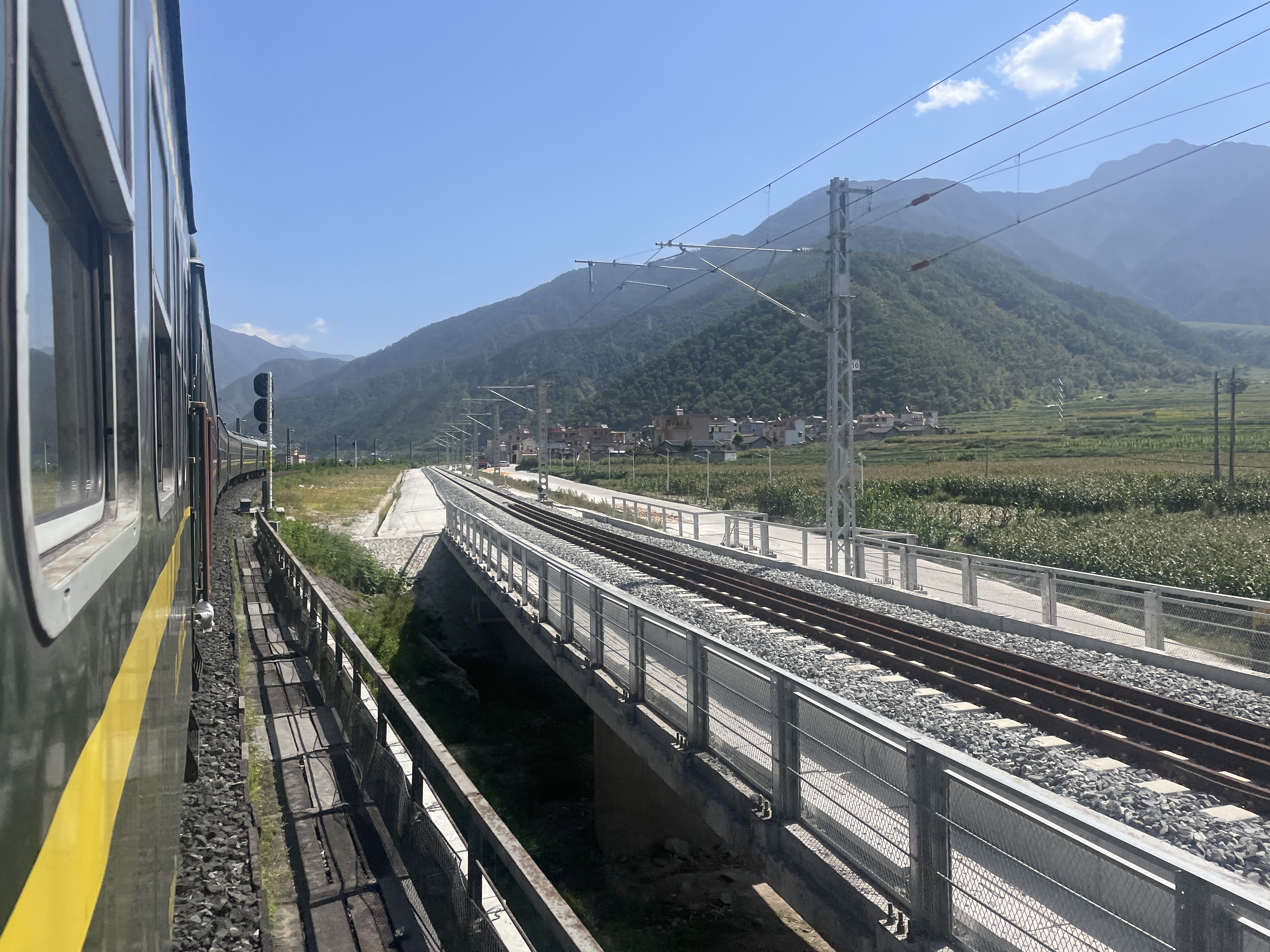
牵出线（2023年）